# سیدنی مشبیر
سیدنی فارستر مشبیر (۱۲ سپتامبر ۱۸۹۱–۱۳ ژوئن ۱۹۷۳) یک افسر ارشد، در ارتش ایالات متحده آمریکا بود. حوزهٔ فعالیت او در درجهٔ اول اطلاعات نظامی بود. وی در نیویورک متولد شد و در جنگ مرزی مکزیک-آمریکا در گارد ملی ارتش آریزونا خدمت کرد. مشبیر سپس چندین پست در سمت‌های اطلاعاتی داشت، و اعتبار کشف و دستگیری اولین جاسوس آلمانی در ایالات متحده آمریکا متعلق به اوست. سیدنی فارستر مشبیر، در سال ۱۹۲۰ برای فراگیری زبان در حین خدمت، عازم ژاپن شد. وی در سال ۱۹۲۳ به منظور اجرای برنامهٔ شخصی خویش، از ارتش استعفا داد. هدف برنامه شخصی او، کسب حداکثر اطلاعات از ژاپن، به‌منظور آمادگی، در صورت بروز جنگ بود. اجرای برنامهٔ شخصی او به علت وقوع زمین لرزه بزرگ کانتو در سپتامبر ۱۹۲۳ با بن‌بست روبرو شد. در نتیجه سیدنی فارستر مشبیر، به عنوان یک مهندس غیرنظامی، به ایالات متحده آمریکا بازگشت. وی بار دیگر در سال ۱۹۳۷ تحت حمایت دفتر اطلاعات نیروی دریایی، برای اجرای نقشه خویش به ژاپن سفر کرد. اینبار نیز برنامهٔ او با شکست مواجه شد و در نتیجهٔ این شکست، سیدنی فارستر مشبیر، از بخش ذخیرهٔ ارتش کنار گذاشته شد. با این حال، در پی حمله به پرل هاربر، سیدنی فارستر مشبیر، در ژانویهٔ ۱۹۴۰ باز به ارتش پیوست، تا بخش خدمات ترجمهٔ متفقین، در منطقهٔ جنوب غربی اقیانوس آرام  را رهبری کند. در این سمت او به سرعت ترقی کرده و به درجه سرهنگی ارتقاء پیدا کرد. سیدنی فارستر مشبیر، بعداً به عنوان افسر اجرایی دفتر روابط عمومی ارتش در واشینگتن، دی.سی. تا سن بازنشستگی در سال ۱۹۵۱ میلادی، مشغول به خدمت بود.

## اوایل زندگی
سیدنی فارستر مشبیر، در ۱۲ سپتامبر ۱۸۹۱ در منهتن نیویورک متولد شد. اما در سال ۱۸۹۹ به همراه خانواده، به سفورد، آریزونا نقل مکان کرد. پدر سیدنی، پروفسور الیازار اس مشبیر، یک مهاجر روسی بود که تحصیلات خوبی داشت و اولین وکیل روسی زبان بود که در شهر نیویورک وکالت می‌کرد. مادر سیدنی، فریدا فرویدنتال نیز از تحصیلات خوبی برخوردار بود. مشبیر در مدارس دولتی در سفورد و توسان تحصیل کرد، بعداً تا سال ۱۹۱۱ هر سال به مدت شش ماه، در رشتهٔ مهندسی در دانشگاه آریزونا تحصیل می‌کرد، در حالی که به‌طور همزمان مشغول کار و کارآموزی در رشتهٔ طراحی فنی بود. وی بیشتر برای بخش مهندسی توسان و شرکت‌های راه‌آهن کار می‌کرد.
سیدنی فارستر مشبیر، در ۱۲ سپتامبر ۱۹۱۳ با همسر اول خود بلانچ بکویث ازدواج کرد. زنی که مادر اولین پسر سیدنی، فارستر مشبیر بود. این زوج در اواسط دههٔ ۱۹۲۰ از هم جدا شدند. Sidney's father was Professor Eliazar S. Mashbir, a Russian immigrant who was well-educated and became the first Russian-speaking attorney to practice law in New York City. Sidney's mother, Frieda Freudenthal was also well-educated,

## سوابق نظامی

### خدمات اولیه
سیدنی فارستر مشبیر، در سن جوانی به گارد ملی آریزونا پیوست و در سال ۱۹۰۴ به عنوان شیپورچی خدمت کرد. وی بعداً در حالی که در دانشگاه آریزونا تحصیل می‌کرد، ستوان یکم و آجودان گردان دانشگاه شد. در سال ۱۹۱۲، وی به عنوان ستوان، در اردوگاه گارد ملی، که در آریزونا مستقر بود، خدمت کرد. مربی ارشد آن زمان کاپیتان لوئیس جوزف ون شیک بود.
در اوایل سال ۱۹۱۶، مشبیر به اولین مأموریت رسمی اطلاعاتی خود اعزام شد؛ یعنی زمانی که به‌عنوان دستیار افسر اطلاعاتی منطقه یوما، آریزونا به‌عنوان بخشی از اولین پیاده‌نظام آریزونا، به فرماندهی ژنرال فردریک فانستون، منصوب شد. این واحد در آن زمان درگیر جنگ مرزی مکزیک و آمریکا بود. وظایف مشبیر، شامل نقشه‌برداری از جاده‌ها، مسیرهای پیاده‌روی و چاله‌های آب در ایالت سونورا شمالی بود. علاوه بر این، او همراه با افراد محلی، پاپاگو، شهرهای مکزیک را تجسس می‌کرد، و از قدرت و تجهیزات پادگان‌های مکزیک گزارش می‌داد و تجهیزات بدوی استراق سمع را در خطوط ارتباطی مکزیک نصب می‌کرد. مشبیر در آن زمان همچنین مسئول تحقیق در مورد حضور فیزیکی ژاپن در مکزیک بود.
در اواخر سال ۱۹۱۶، مشبیر برای مشارکت در ارتش منظم درخواست کرد و علی‌رغم سیاست ارتش مبنی بر عدم پذیرش مردان متأهل، با حمایت ژنرال فانستون، پذیرفته شد. وی پس از تحصیل در مدارس خدمات ارتش در فورت لوونورث، به گروهان ۲۲ پیاده، پیوست که در جزیرهٔ گورنسر، نیویورک مستقر بود، اما خیلی زود برای انجام وظیفه ضد جاسوسی جزئیات بیشتری دریافت کرد و به او پیشنهاد شد که به یک سرویس ضد جاسوسی جدید که در حال شکل‌گیری بود، بپیوندد.
در ۱۰ سپتامبر ۱۹۱۷ مشبیر، به‌عنوان دستیار افسر اطلاعات بخش، در جزیره فرمانداران معرفی شد. وی در بخش اطلاعات ارتش G-2 ثبت نام کرد و در آنجا به درجه سرهنگی موقت ارتقاء یافت. در این مدت او مقررات موقت مقابله با جاسوسی، بخش شرقی را نوشت، که به الگویی برای کتابچه‌های راهنمای ضد جاسوسی آینده تا جنگ جهانی دوم تبدیل شد. وی همچنین کتابی ۵۲ صفحه‌ای با عنوان ۱۰ درس در جنگ سرنیزه، در سال ۱۹۱۷ منتشر کرد. مشبیر همچنی به‌عنوان یک افسر اطلاعاتی دفاع ساحلی در فورت همیلتون، که اولین جاسوس آلمانی، در ایالات متحده، در آنجا دستگیر شد، در کشف عامل جاسوسی آلمان، به‌نام پل اوتو کوهن، سهم داشت.

### بین ۲ جنگ جهانی

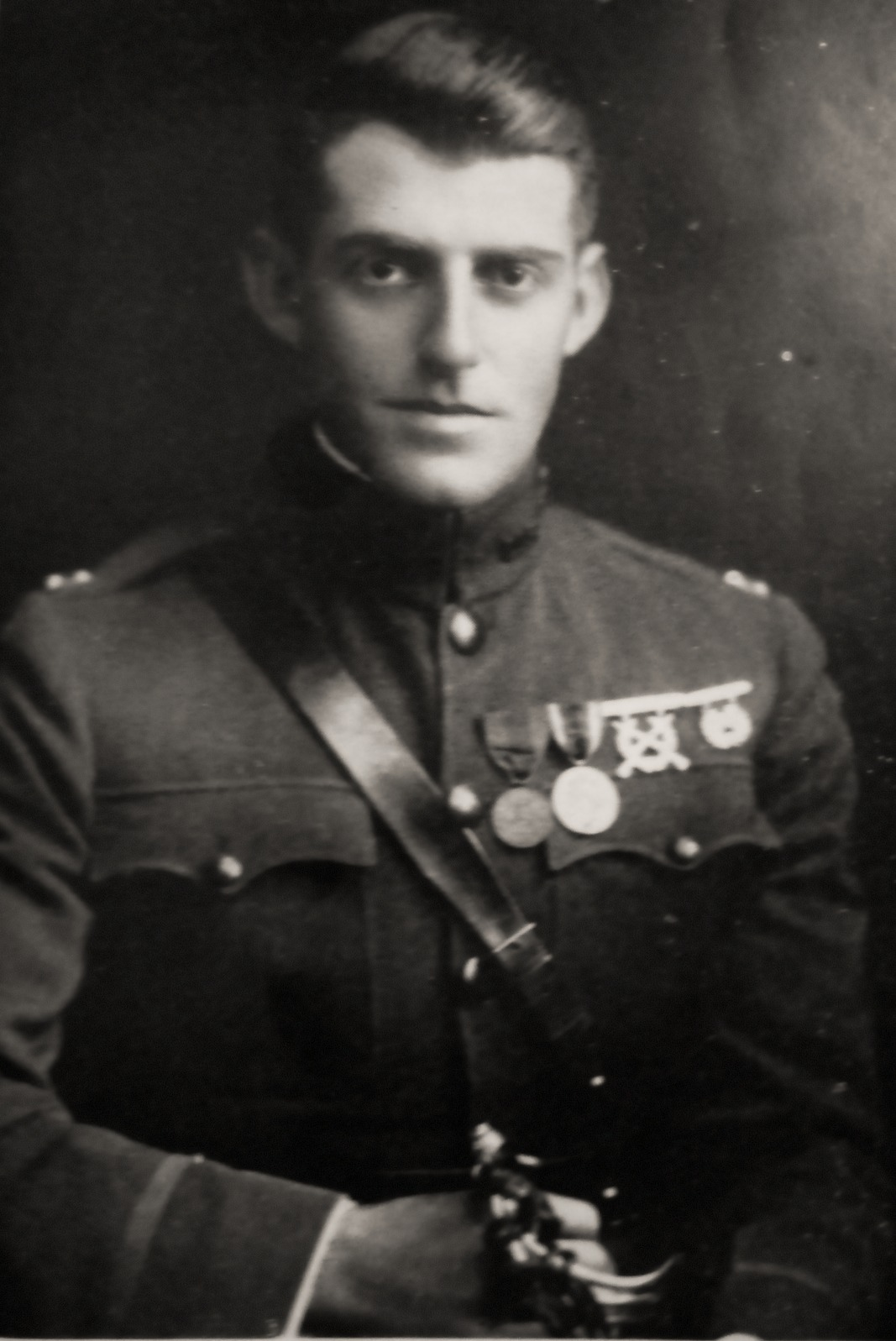
عکس سیدنی مشبیر، به عنوان افسر زبان در توکیو (ژانویه ۱۹۲۳) که قبل از استعفا از ارتش منظم و تلاش سرنوشت ساز او برای اجرای برنامه M در ژاپن گرفته شده‌است.

به دنبال جنگ جهانی اول، مشبیر در دانشگاه سیراکیوس، به سمت مدرس، شروع به تدریس علوم نظامی کرد. درحالی‌که مقصود اصلی وی تحصیل زبان و فرهنگ ژاپن بود.
در اوت ۱۹۱۹، سیدنی فارستر مشبیر، از وزارت جنگ پرسید که آیا می‌تواند این دوره از تحصیل را طبق برنامهٔ قبلی خود آغاز کند؟ مشبیر اظهار کرد که قصد او این است که در صورت صلاح دید وزارت جنگ، برای سفر و اقامت در ژاپن با هدف یادگیری زبان اقدام کند. در ۷ ژوئیه ۱۹۲۰، مشبیر، به‌عنوان یکی از چهار افسر زبان ارتش ایالات متحده آمریکا، در ژاپن به‌عنوان کاپیتان منصوب شد. او ماه بعد برای شروع دوره چهار سالهٔ خود به توکیو نقل مکان کرد. وقتی وارد شد برای انجام وظیفه به سرهنگ دوم چارلز برنت، وابسته نظامی گزارش داد. مشبیر با داشتن تعداد کم همکاران ارتش، در حالی که در توکیو بود، به دنبال شرکت سایر متخصصان اطلاعاتی در نیروی دریایی بود، یکی از آن‌ها دستیار وابستهٔ نظامی نیروی دریایی بود، فرمانده ستوان الیس ام. زاخاریاس، که مشبیر با او دوستی و همکاری مادام العمر را آغاز کرد. در ژوئیه ۱۹۲۲، به درخواست زاخاریاس، مشبیر مخفیانه، شبانه روز کار کرد، تا طرحی مخفی را برای جمع‌آوری اطلاعات تهیه کند. طرحی که می‌توانست برای حفظ صلح بین ایالات متحده و ژاپن استفاده شود یا در صورت وقوع جنگ، از ژاپن اطلاعات کسب کند. این طرح به نام M-Plan معروف شد که به نام مشبیر نامگذاری شده‌است. فعالیت‌های غیر شفاف سیدنی فارستر مشبیر، که برای وابستهٔ نظامی نیروی دریایی کار می‌کرد، چندان مورد رضایت مافوق وی قرار نگرفت.
مشبیر در طی سال‌های ۱۹۲۱–۱۹۲۳ هنگامی که به‌عنوان دانشجوی زبان ژاپنی، در ژاپن مستقر بود، با رهبران تأثیرگذار ژاپنی، مانند شاهزاده توکوگاوا ایه‌ساتو و بارون شیبوساوا ایچی، دوستی و اتحاد نزدیک برقرار کرد. طی دهه‌های ۱۹۲۰ و ۱۹۳۰ برای حفظ صلح بین دو ملت خود، آن‌ها با هم همکاری کردند. در سال۱۹۲۳، مشبیر برای کمک به ژاپنی‌ها در هنگام زلزله بزرگ کانتو، با جدیت تلاش کرد تا کارهای امدادی و اضطراری انجام دهد.
از طرف دیگر، برای ایجاد شبکه‌ای از بازرگانان خارجی در ژاپن که می‌توانست در زمان جنگ به یک شبکهٔ اطلاعاتی تبدیل شود، فرماندهٔ وی، سرهنگ برنت، پیشنهاد کرد که مشبیر استعفا بدهد و شخصاً در توکیو بازرگان شود. تا بتواند برنامه M را عملی کند. در نتیجه، مشبیر در سال ۱۹۲۳ برای پیگیری منافع تجاری و مخفی کردن اطلاعات مربوط، استعفا داد. سیدنی مشبیر، تصور می‌کرد که بعد از انجام مأموریت می‌تواند به ارتش بازگردد. با این وجود زلزله بزرگ کانتی در سپتامبر ۱۹۲۳ وی را ورشکست کرد و هنگامی که وی خواستار بازگشت به خدمت در ارتش شد، کشف کرد که این امکان وجود ندارد، زیرا مادهٔ قانونی که وی بر اساس آن استعفا داده بود؛ دیگر معتبر نبود. نه مشبیر و نه سرهنگ برنت که مشبیر را به استعفا ترغیب کرده بود، از این موضوع آگاهی نداشتند و این مسئله به مشکلی بزرگ در زندگی آینده مشبیر تبدیل شد. از آنجایی این قانون از قبل، حتی در سال ۱۹۲۶ بدون قید بند مربوط، در حال تجدید چاپ بود. در نتیجه، برنامه M برای ایجاد یک شبکهٔ اطلاعاتی در ژاپن منتفی شد. مشبیر در سال ۱۹۲۶ با این تصور که دوران کار نظامی‌اش به پایان رسیده‌است، به ایالات متحده بازگشت و به دنبال امرار معاش، اقدام به فروش یخچال و فریزر کرد. اگر چه وی موفق شد؛ مجدداً به رزمندگان بخش اطلاعات ارتش بپیوندد، اما فقط یک سال در خدمت فعال بود. مشبیر از تابستان ۱۹۲۷ شروع به کار کرد و در طی این زمان اسناد دستورالعمل وضعیت نارنجی را در ژاپن به روز کرد.
مشبیر ده سال بعدی را به حرفه اصلی خود مهندسی مشغول شد؛ و از جمله برخی از کارهای دولتی در مورد استانداردهای فنی را به انجام رساند. طی این مدت او دوستی و اتحاد خود را با، بارون شیبوساوا ایچی تحکیم کرد.